# Mártires de Iona
Los mártires de Iona eran un grupo de 68 monjes del cristianismo celta que vivían en la abadía de Iona (en la isla de Iona, Escocia) y fueron masacrados allí a principios del siglo IX. Las incursiones vikingas en las costas británicas e irlandesas comenzaron en el año 793 d. C., cuando los vikingos llevaron a cabo un sangriento ataque contra el monasterio de Lindisfarne, en la costa inglesa; así comenzó la Era Vikinga de conquista. La propia Iona sufrió numerosos ataques, que comenzaron en 795 d. C. y continuaron en 802, 806 y 825. La masacre de los mártires de Iona fue el resultado de la incursión del año 806 d. C., en la que flotas de vikingos asaltaron la abadía, la saquearon en busca de riquezas y mataron a los monjes, que en su mayoría carecían de armas y, por tanto, estaban indefensos. Este fue el primer caso de "martirio rojo" en Iona, o la concesión del martirio como resultado de una muerte violenta por persecución religiosa.
Los monasterios y abadías medievales fueron con frecuencia blanco de las incursiones vikingas porque eran ricos terratenientes, y almacenaban grandes cantidades de oro y otros materiales preciosos. Los vikingos saqueaban las abadías, como la de Iona, en busca de riquezas, alimentos e incluso sus textos sagrados, que en aquella época solían estar inscritos con pan de oro. La isla de Iona era especialmente vulnerable porque era fácilmente accesible a los barcos vikingos y difícil de reforzar desde tierra firme.
Los monjes de la abadía de Iona eran conocidos sobre todo por su trabajo en el Libro de Kells, un manuscrito latino iluminado del Evangelio. Se acepta mayoritariamente que, tras la masacre del 806, los supervivientes huyeron a la Abadía de Kells en Irlanda, donde continuaron trabajando en el libro.
Sesenta y ocho monjes fueron masacrados en el curso de la incursión de 806, y la Bahía de Columba en Iona (originalmente llamado así por san Columba, fundador de la abadía en 563 AD) ha pasado a llamarse Martyr's Bay en su honor.

## Otros mártires notables de Iona
Pocos años después de la incursión del 806, San Blathmac fue asesinado durante otro ataque vikingo (825 d. C.) en la abadía de Iona. Fue abatido mientras celebraba misa.